# Réacteur S4G

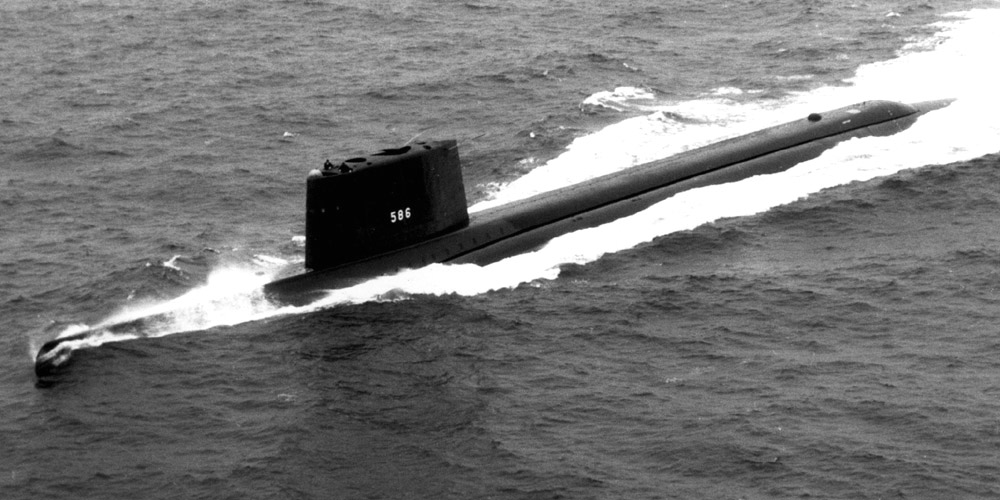
L'USS Triton (SSRN-586).

Le S4G Reactor est un réacteur nucléaire conçu dans les années 1950 par General Electric et utilisé par l’United States Navy pour fournir l’électricité et la propulsion sur le sous-marin USS Triton (SSRN-586). Il s’agit d’un réacteur à eau pressurisée.
L’acronyme S4G signifie :
- S = sous-marin (Submarine)
- 4 = numéro de la génération pour le fabricant
- G = General Electric pour le nom du fabricant

Le S4G est l'équivalent embarqué du réacteur S3G. L'USS Triton, célèbre pour avoir réalisé la première circumnavigation par sous-marin lors de l'opération Sandblast, compte deux de ces réacteurs.